# Zawada-Leśniczówka
Zawada-Leśniczówka – osada leśna w Polsce położona w województwie śląskim, w powiecie zawierciańskim, w gminie Irządze.
W latach 1975–1998 miejscowość należała administracyjnie do województwa częstochowskiego.